# Presbiterianismo

A sarça ardente é um símbolo comum usado pelos presbiterianos. A inscrição latina abaixo traduz como "queima, mas florescente". Versões alternativas do lema também são usadas, como "Nec Tamen Consumebatur" (ainda não consumido).

O presbiterianismo refere-se às igrejas cristãs que aderem à tradição teológica reformada (calvinismo) e cuja forma de organização eclesiástica se caracteriza pelo governo de uma assembleia de presbíteros ou anciãos. Há muitas entidades autônomas em países por todo o mundo que subscrevem igualmente o presbiterianismo.
A teologia presbiteriana tipicamente enfatiza a soberania de Deus, a autoridade das Escrituras e a necessidade da graça por meio da fé em Cristo. O governo da igreja presbiteriana foi assegurado na Escócia pelos Atos de União em 1707,  que criaram o Reino da Grã-Bretanha. De fato, a maioria dos presbiterianos encontrados na Inglaterra traçam uma origem escocesa, e o presbiterianismo também foi levado para a América do Norte, principalmente por imigrantes escoceses e irlandeses. Os presbiterianos na Escócia aderem a teologia reformada de João Calvino e seus sucessores, embora haja uma gama de visões teológicas dentro do presbiterianismo contemporâneo. As congregações locais de igrejas que usam a política presbiteriana são governadas por sessões compostas por representantes da congregação (Presbíteros), e uma abordagem conciliar de tomada de decisão (presbitério, sínodo e assembléia geral). Existem cerca de 75 milhões de presbiterianos no mundo.

## História do presbiterianismo

#### Desenvolvimento

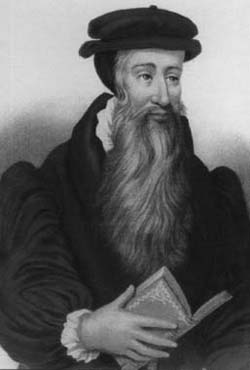
John Knox, reformador escocês e co-fundador das Igrejas Presbiterianas

A história presbiteriana faz parte da história do cristianismo, mas o início do presbiterianismo como um movimento distinto ocorreu durante a Reforma Protestante do século XVI. Como a Igreja Católica resistiu aos reformadores, vários movimentos teológicos diferentes se separaram da Igreja e deram origem a diferentes denominações.
O presbiterianismo foi especialmente influenciado pelo teólogo francês João Calvino, a quem se atribui o desenvolvimento da teologia reformada, e pelo trabalho de John Knox, um padre católico escocês que estudou com Calvino em Genebra e trouxe de volta os ensinamentos reformados para a Escócia. Uma influência importante na formação do presbiterianismo na Grã-Bretanha também veio de Jan Laski, um reformador polonês, fundador de uma das chamadas ''Igreja dos estranhos'' em Londres, baseada nas igrejas de Genebra.
A igreja presbiteriana traça sua ascendência principalmente para a Escócia. Em agosto de 1560, o Parlamento da Escócia adotou a Confissão Escocesa como o credo do Reino Escocês. Em dezembro de 1560, o Primeiro Livro da Disciplina foi publicado, delineando importantes questões doutrinárias, mas também estabelecendo regulamentos para o governo da igreja, incluindo a criação de dez distritos eclesiásticos com superintendentes nomeados que mais tarde se tornaram conhecidos como presbitérios.
Com o tempo, a Confissão Escocesa seria suplantada pela Confissão de Fé de Westminster, e os catecismos maiores e menores, que foram formulados pela Assembleia de Westminster entre 1643 e 1649.

## Características
O nome destas denominações deriva da palavra grega presbyteros, que significa literalmente "ancião". O governo presbiteriano é comum nas igrejas protestantes que foram modeladas segundo a Reforma  protestante suíça, notavelmente na Suíça, Escócia, Países Baixos, França e porções da Prússia, da Irlanda e, mais tarde, nos Estados Unidos. A crença se firma nas doutrinas bíblicas sobre a predestinação, segundo a interpretação de João Calvino, Deus já havia eleito, "desde antes da fundação do mundo" (Ef 1:4), os abençoados com a salvação e os condenados à perdição eterna. O homem, por sua natureza pecadora, não era digno de mudar essa decisão nem de conhecê-la. Para não viver angustiado pela dúvida, o crente deveria buscar sinais da graça divina perseverando em sua fé mantendo uma vida de retidão e de obediência a Deus.
Na Inglaterra, Escócia e Irlanda, as igrejas reformadas que adotaram uma forma de governo presbiteriano em vez de episcopal ficaram conhecidas como igrejas presbiterianas.

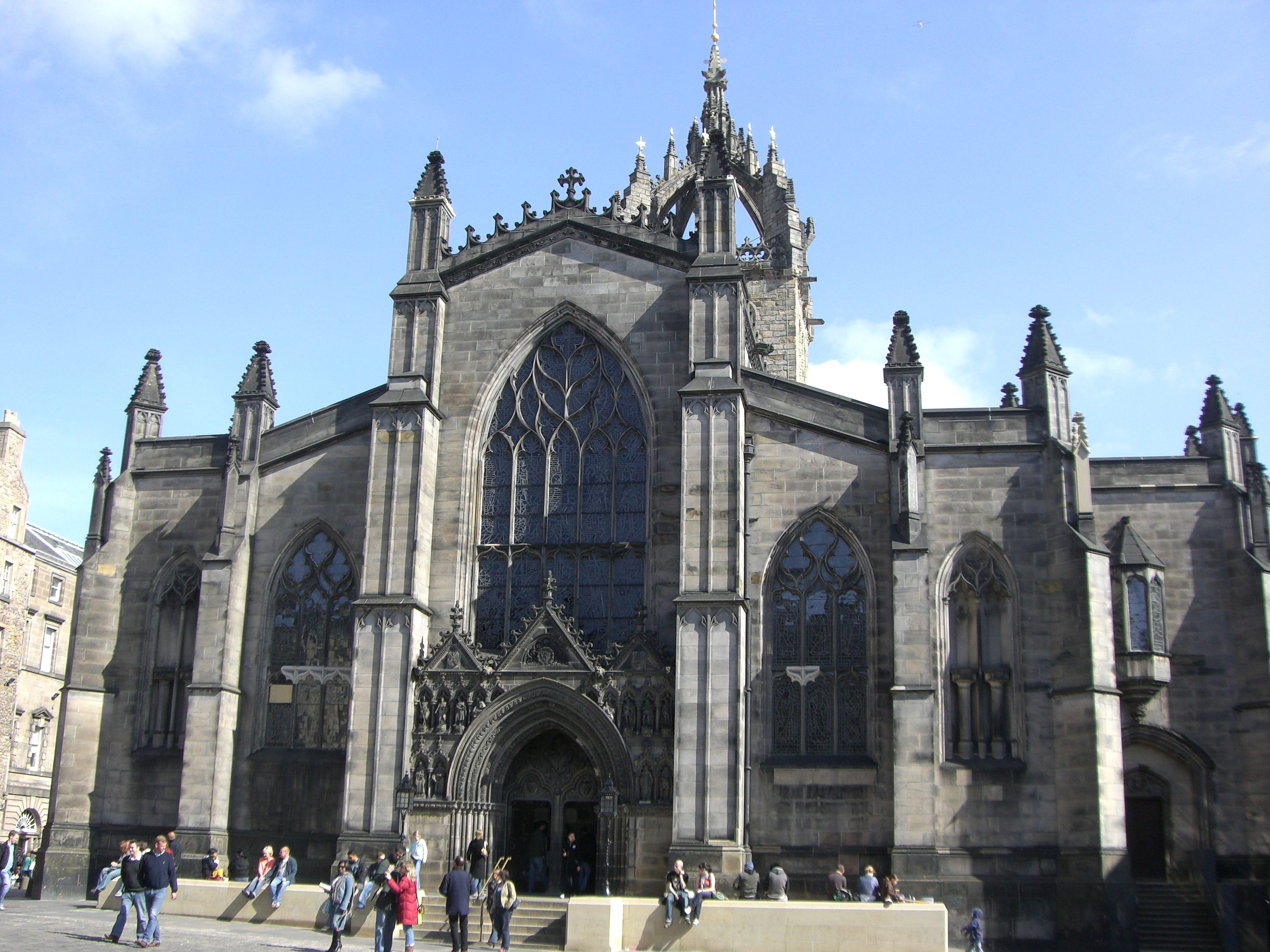
Igreja Presbiteriana St. Giles, Escócia

Na Inglaterra, o presbiterianismo foi estabelecido secretamente em 1572, nos finais do reinado da rainha Isabel I de Inglaterra. Em 1647, por efeito de uma lei do Longo Parlamento sob o controle dos puritanos, o presbiterianismo foi estabelecido para a Igreja Anglicana. O restabelecimento da monarquia em 1660 trouxe também o restabelecimento da forma de governo episcopal na Inglaterra (e, por um período curto, na Escócia); mas a Igreja Presbiteriana da Inglaterra continuou a ser considerada não conformista, fora da igreja estabelecida.
Na Irlanda, o presbiterianismo foi estabelecido por imigrantes escoceses e missionários enviados par Ulster. O presbitério do Ulster foi formado separadamente da igreja estabelecida, em 1642. Todos os três, ramos muito diversos do presbiterianismo, bem como igrejas independentes e algumas denominações holandesas, alemãs e francesas, foram combinadas nos EUA para formar aquilo que se tornou conhecido como a Igreja Presbiteriana nos Estados Unidos da América (1705). A igreja presbiteriana na Inglaterra e País de Gales é a United Reformed Church, enquanto que esta tradição também influenciou a Igreja Metodista, fundada em 1736.
Os presbiterianos destacam-se pelo incentivo à educação, entre as numerosas instituições presbiterianas espalhadas pelo mundo destacam-se a Yale University, Universidade de Princeton e o Instituto e Universidade Mackenzie.

### O governo presbiteriano

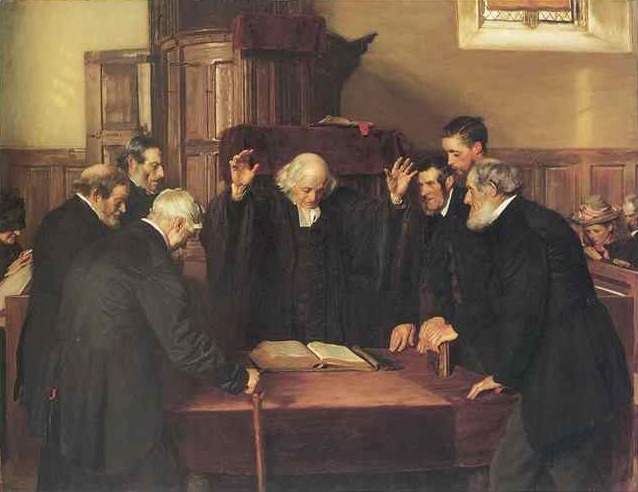
Ordenação de presbíteros em uma igreja na Escócia, por John Henry Lorimer, 1891. Galeria Nacional da Escócia.

O governo presbiteriano é uma forma de organização da Igreja que se caracteriza pelo governo de um presbitério, ou seja: uma assembleia de presbíteros, ou anciãos. Esta forma de governo foi desenvolvida como rejeição ao domínio por hierarquias de bispos individuais (forma de governo episcopal) e por ser o modelo organizacional utilizado pelos Apóstolos nos primórdios da Igreja de Cristo . Esta teoria de governo está fortemente associada com os movimentos da Reforma Protestante na Suíça e na Escócia (calvinistas), com as igrejas reformadas e mais particularmente com as igrejas presbiterianas.
O presbiterianismo assenta em pressupostos específicos sobre a forma de governo desejada pelo Novo Testamento:
- A função do ministério da palavra de Deus e a administração dos sacramentos é ordinariamente atribuída ao pastor em cada congregação (igreja) local. As congregações são núcleos dependentes da igreja local.
- A administração da ordenação e legislação está a cargo das assembleias de presbíteros, entre os quais os ministros e outros anciãos são participantes de igual importância. Estas assembleias são chamadas concílios.
- Todas as pessoas são sacerdotes, preocupadas com a sua própria salvação, em nome dos quais os anciãos são chamados a servir pelo assentimento da congregação (sacerdócio de todos os crentes).

Desta forma, o papel governamental dos presbíteros é limitado à tomada de decisões quando há uma reunião, sendo de resto a função dos pastores e o serviço da congregação, orar por eles e encorajá-los na sua fé. Esta forma de governo permite a flexibilidade na tomada de decisão, em contraste com o que acontece nas Igrejas em que bispos detêm um poder concentrado.
Os concílios presbiterianos crescem em gradação hierárquica. Cada Igreja local tem o seu concílio, chamado de sessão ou conselho. As igrejas de uma determinada região compõem um concílio maior chamado presbitério. Os presbitérios, por sua vez, compõem um sínodo. O concílio maior numa igreja presbiteriana é a assembleia geral ou supremo concílio.

### Doutrina

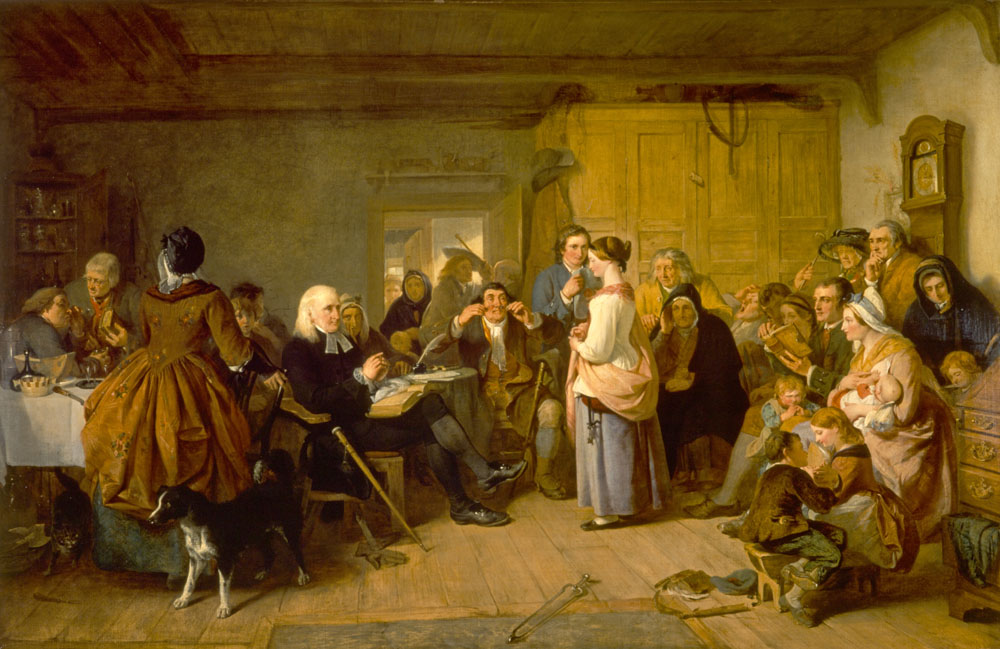
de John Philip. Esta pintura mostra o ministro da igreja local questionando uma jovem paroquial sobre aspectos particulares de sua fé. Essa prática, que era utilizada como método de ensino instrutivo, era conhecida como catequese.

Presbiterianismo é historicamente uma tradição confessional. Isso tem duas implicações. A óbvia é que as igrejas confessionais expressam sua fé na forma de "confissões de fé", que têm algum nível de autoridade. No entanto, isso se baseia em um ponto mais sutil: nas igrejas confessionais, a teologia não é apenas um assunto individual. Enquanto os indivíduos são encorajados a entender as Escrituras e podem desafiar o atual entendimento institucional, a teologia é realizada pela comunidade como um todo. É esta compreensão comunitária da teologia que se expressa nas confissões.
Algumas tradições presbiterianas adotam apenas a Confissão de Fé de Westminster como o padrão doutrinário que os presbíteros docentes devem subscrever, em contraste com os catecismos Maior e Breve, que são aprovados para uso na instrução. Muitas denominações presbiterianas, especialmente na América do Norte, adotaram todos os Padrões de Westminster como seu padrão de doutrina subordinado à Bíblia. Esses documentos são calvinistas em sua orientação doutrinária. A Igreja Presbiteriana no Canadá mantém a Confissão de Fé de Westminster em sua forma original, embora admita que o período histórico em que foi escrita deve ser entendido quando é lida.
A Confissão de Westminster é "O principal padrão subordinado da Igreja da Escócia", mas "com a devida consideração à liberdade de opinião em pontos que não entram na substância da Fé" (V). Esta formulação representa muitos anos de luta sobre até que ponto a confissão reflete a Palavra de Deus e a luta de consciência daqueles que passaram a acreditar que ela não o fez completamente (por exemplo, William Robertson Smith). Algumas Igrejas Presbiterianas, como a Igreja Livre da Escócia, não têm essa " cláusula de consciência ".
A Igreja Presbiteriana (EUA) adotou o Livro das Confissões, que reflete a inclusão de outras confissões reformadas além dos Padrões de Westminster. Esses outros documentos incluem antigas declarações de credos (o Credo Niceno, o Credo dos Apóstolos), confissões reformadas do século XVI (a Confissão Escocesa, o Catecismo de Heidelberg, a Segunda Confissão Helvética) e documentos do século XX ( A Declaração Teológica de Barmen, Confissão de 1967 e Uma Breve Declaração de Fé).
A Igreja Presbiteriana no Canadá desenvolveu o documento confessional Living Faith (1984) e o mantém como um padrão subordinado da denominação. É confessional em formato, mas como a Confissão de Westminster, chama a atenção de volta ao texto original da Bíblia.
John Gresham Machen, o proeminente teólogo presbiteriano e professor de Novo Testamento no Seminário de Princeton entre 1906 e 1929, liderou uma revolta contra a doutrina modernista em seu Cristianismo e Liberalismo (1923), que criticava o modernismo teológico. Ele argumentou que o modernismo e a teologia liberal eram uma religião falsa, um pretendente que se disfarça na linguagem cristã - "Liberalismo". Essa religião é um casamento de naturalismo, humanismo, secularismo e sentimentalismo, tudo em um.

### Adoração e sacramentos

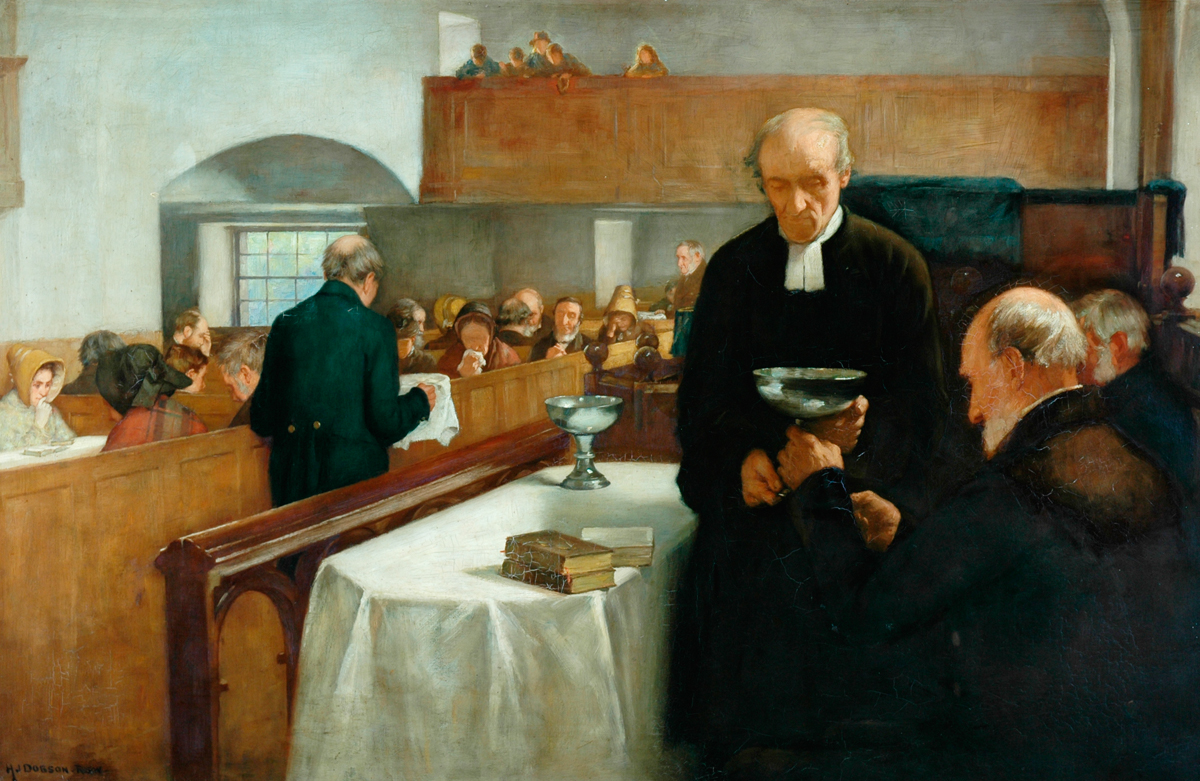
Um Sacramento Escocês, de Henry John Dobson. Retrata o sacramento da Santa ceia em uma igreja escocesa.

As denominações presbiterianas que traçam sua história nas Ilhas Britânicas geralmente organizam seus cultos inspirados nos princípios do Diretório de Adoração Pública, desenvolvido pela Assembleia de Westminster na década de 1640. Este diretório documentou as práticas de adoração reformadas e a teologia adotada e desenvolvida ao longo do século anterior pelos puritanos britânicos, inicialmente guiados por João Calvino e John Knox. Foi promulgada como lei pelo Parlamento escocês e tornou-se um dos documentos fundamentais da legislação da igreja presbiteriana em outros lugares.
Historicamente, o princípio motriz no desenvolvimento dos padrões do culto presbiteriano é o princípio regulador do culto, que especifica que (no culto) o que não é ordenado é proibido. No entanto, não há um estilo de adoração "presbiteriano" fixo, com o mesmo podendo variar em denominações e congregações locais. A maioria das igrejas presbiterianas segue o ano litúrgico tradicional e observa os feriados tradicionais, épocas santas, como Advento, Natal, Semana Santa, Páscoa, Pentecostes, etc. antigas orações litúrgicas e respostas nos serviços de comunhão e seguem um lecionário diário, sazonal e festivo. Outros presbiterianos, no entanto, praticam salmodia exclusiva a cappella, bem como evitam a celebração de feriados.
Na Escócia e em outros locais historicamente ligados os padrões liturgicos usados são as liturgias do Livro de Ordem Comum, originalmente intitulado The Forme of Prayers, é um livro litúrgico de John Knox escrito para uso nas igrejas reformadas. O texto foi composto em Genebra em 1556 e foi adotado pela Igreja da Escócia em 1562. O livro contém liturgias a serem seguidas nas diversas situações, como visitação dos enfermos, casamentos, bastimos, funerais e Santa ceia. Os Salmos e o Catecismo juntos ocupam mais da metade do livro. Em 1996, a Igreja da Escócia publicou "Leabhar Sheirbheisean", uma versão gaélica do Livro de Ordem Comum. Atualmente o livro é impresso pela St Andrew Press e possuiu um lecionário trienal.
Os presbiterianos tradicionalmente mantêm a posição de que existem apenas dois sacramentos:
- Batismo, no qual eles batizam crianças bem como adultos não batizados.
- A Ceia do Senhor (também conhecida como Comunhão), na qual os presbiterianos acreditam na Presença Real de Cristo no sentido espiritual, o corpo e o sangue de Cristo são recebidos de forma espiritual, através do ato de comer e beber o pão e vinho, os quais são seus simbolos. Calvino acreditava que na Ceia do Senhor os cristãos eram elevados ao céu pelo Espírito Santo.

## Presbiterianismo por país

### América do Sul

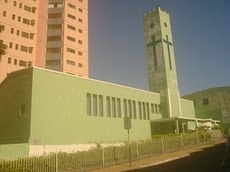
Igreja Presbiteriana Central de Jataí - Goiás

#### Brasil
No Brasil, segundo o Censo realizado pelo Instituto Brasileiro de Geografia e Estatística, em 2010, havia cerca de 1.000.000 de presbiterianos no país, ou seja, 0,5% da população.
- Igreja Presbiteriana do Brasil (IPB)
- Igreja Presbiteriana Independente do Brasil (IPIB)
- Igreja Presbiteriana Conservadora do Brasil (IPCB)
- Igreja Presbiteriana Unida do Brasil (IPU)
- Igreja Presbiteriana Fundamentalista do Brasil (IPFB)
- Igreja Indígena Presbiteriana do Brasil (IIPB) - Sede: Dourados/MS
- Igreja Presbiteriana Coreana Americana
- Igreja Presbiteriana Reformada do Brasil[16]
- Igreja Presbiteriana de Formosa no Brasil
- Igreja Presbiteriana Reformada - Presbitério de Hanover
- Igreja Puritana Reformada no Brasil

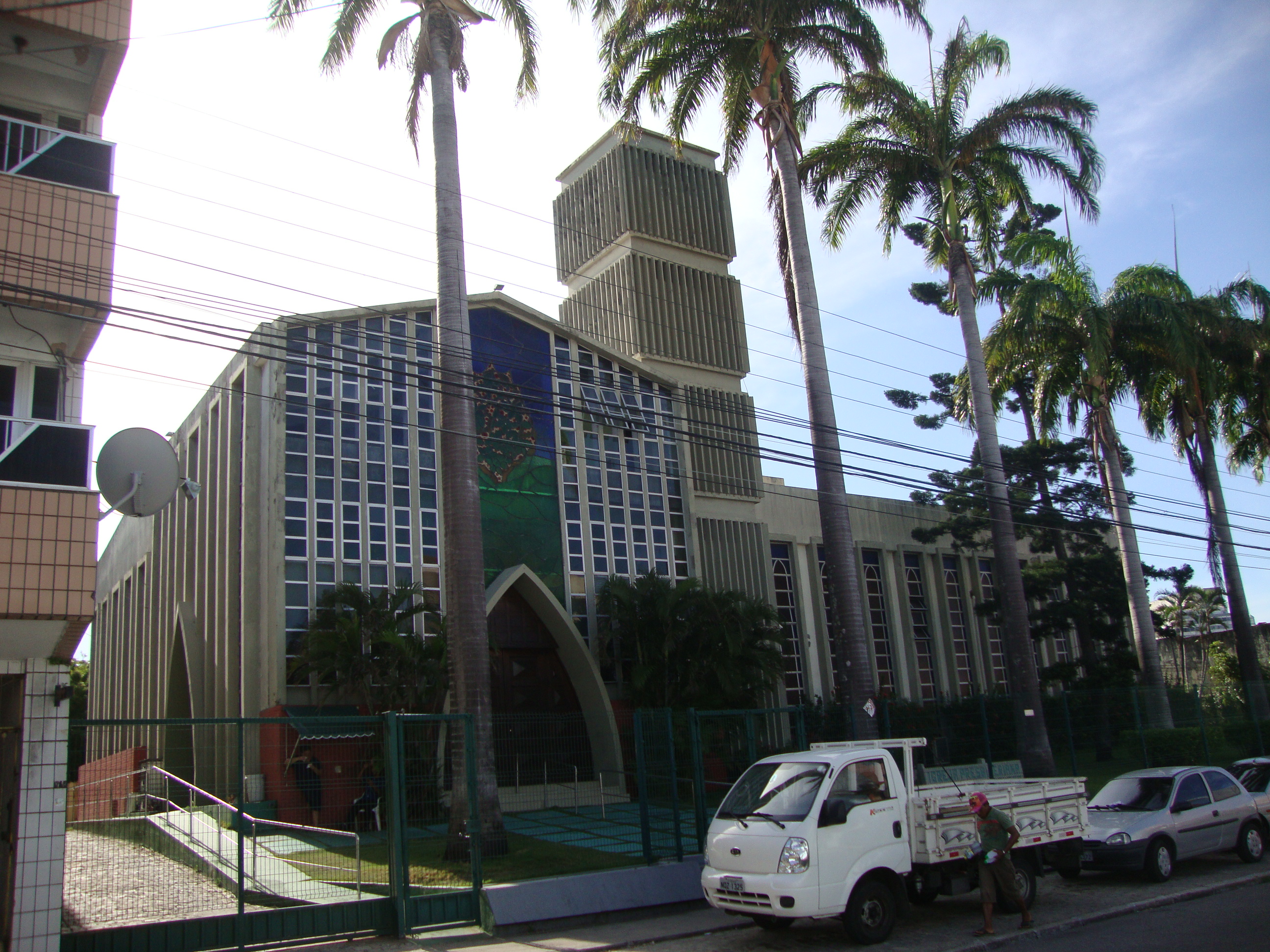
Igreja Presbiteriana de Fortaleza, Ceará

- Igreja Presbiteriana Contemporânea
- Igreja Presbiteriana Coreana - dividida em vários grupos (Hermom, Smyrna, Betesda, Água Viva, Antioquia, outras) no estado de São Paulo.
- Igrejas Presbiterianas da Reforma no Brasil (IPDRB) - Sede Sarandi/PR

Denominações pentecostais presbiterianas:
- Igreja Presbiteriana Renovada do Brasil
- Igreja Presbiteriana Pentecostal
- Igreja Cristã Presbiteriana
- Igreja Presbiteriana Viva
- Igreja Evangélica Cristã Presbiteriana
- Igreja Presbiteriana da Graça
- Igreja Presbiteriana Reformada Avivada do Brasil
- Igreja Cristã Presbiteriana Pentecostal
- Igreja Presbiteriana Avivada Para as Nações
- Igreja Presbiteriana Ministério Anicuns
- Igreja Presbiteriana Livre

#### Uruguai
- Igreja Presbiteriana do Uruguai

#### Paraguai
- Igreja Presbiteriana no Paraguai

#### Bolívia
- Igreja Presbiteriana da Bolívia

#### Chile
- Igreja Presbiteriana do Chile
- Igreja Presbiteriana Nacional do Chile
- Igreja Presbiteriana Fundamentalista Bíblica

### América Central e Caribe

#### Belize
- Igreja Presbiteriana de Belize

#### Costa Rica
- Igreja Evangélica Presbiteriana Costarricense
- Igreja Presbiteriana e Reformada da Costa Rica

#### Cuba
- Igreja Presbiteriana Reformada em Cuba

#### Granada
- Igreja Presbiteriana em Granada

#### Guatemala
- Igreja Evangélica Nacional Presbiteriana da Guatemala
- Sínodo Evangélico Presbiteriano Sudoeste da Guatemala

#### Haiti
- Igreja Presbiteriana Reformada no Haiti

#### Honduras
- Igreja Presbiteriana de Honduras

#### Panamá
- Igreja Presbiteriana do Panamá

#### Trinidad e Tobago
- Igreja Presbiteriana de Trinidad e Tobago

### América do Norte

#### Estados Unidos da América

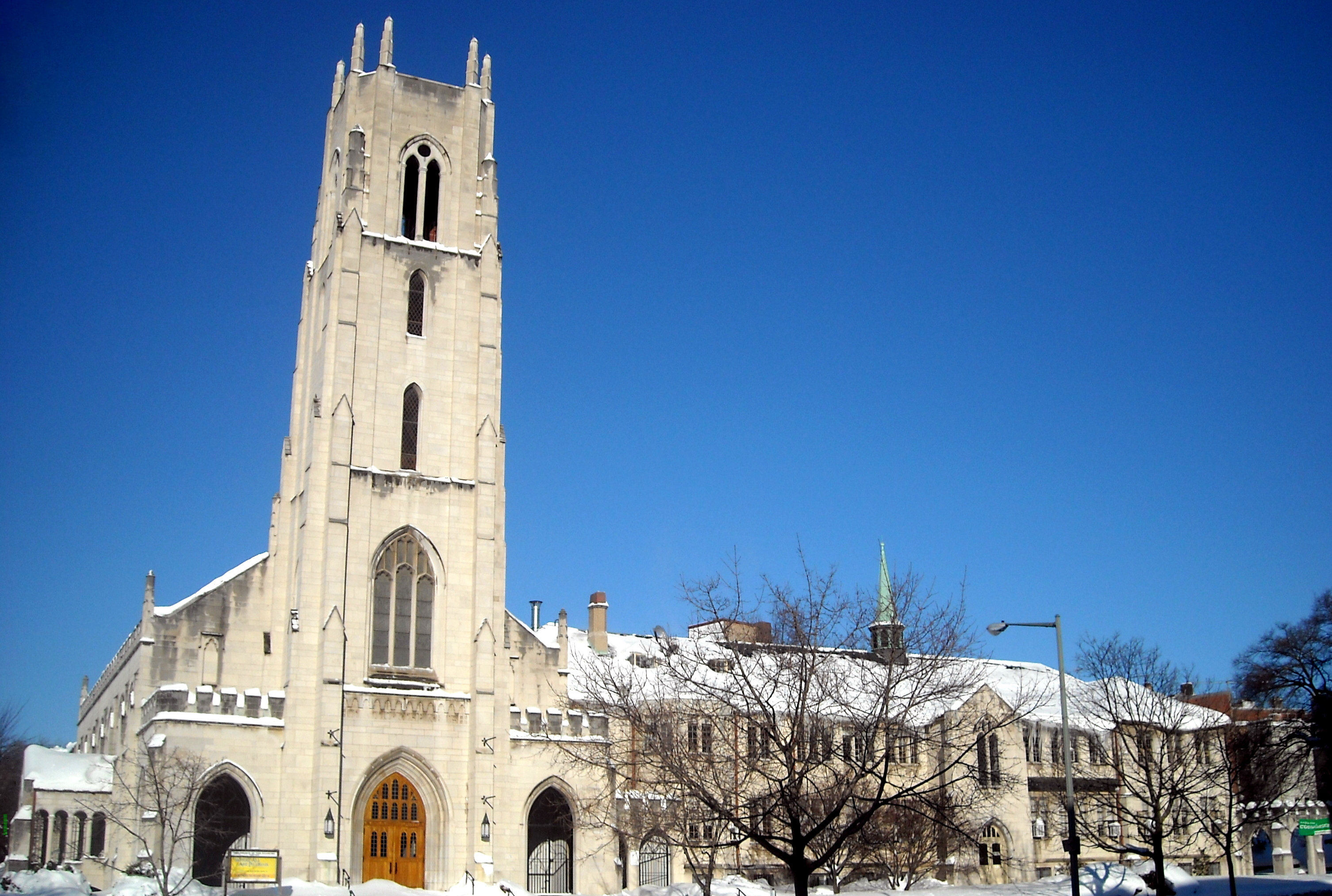
Igreja dos Peregrinos (1928) em Washington, D.C.

Nos Estados Unidos existiam cerca de 7.000.000 de presbiterianos no país, ou seja, 2,2% da população, segundo o Pew Research Center em 2014.
- Igreja Presbiteriana (EUA) (PCUSA)
- Igreja Presbiteriana na América (PCA)
- Igreja Presbiteriana Ortodoxa (OPC)
- Igreja Presbiteriana Evangélica (EUA) (EPC)
- Igreja Reformada Presbiteriana (América do Norte) (RPC)
- Igreja Presbiteriana Reformada Associada (EUA) (ARPC)
- Igreja Presbiteriana Bíblica (BPC)
- Igreja Presbiteriana Cumberland (CPC)
- Igreja Presbiteriana Cumberland  na América (CPCA)
- Igreja Presbiteriana Westminster nos Estados Unidos (WPCUS)
- Igreja Presbiteriana Reformada nos Estados Unidos (RPCUS)
- Ordem do Pacto dos Presbiterianos Evangélicos
- Igreja Presbiteriana Coreana-Americana
- Igreja Presbiteriana Coreana no Exterior
- Igreja Presbiteriana Reformada da América do Norte
- Igreja Presbiteriana Americana
- Igreja Cristã Presbiteriana (EUA)
- Igreja Presbiteriana Aliança
- Igreja Presbiteriana Reformada Evangélica

#### Canadá
No Canadá, segundo censo realizado em 2011, havia cerca de 472.385 presbiterianos no país, ou seja, 1,4% da população.
- Igreja Presbiteriana no Canadá (PCC)
- Igrejas Reformadas do Canadá (CanRC)

#### México
No México, existiam cerca de 500.000 presbiterianos no último censo, realizado em 2010, que corresponde a 0,4% da população do país.
- Igreja Presbiteriana Nacional do México(IPNM)
- Igreja Presbiteriana Reformada do México
- Igreja Presbiteriana Independente do México
- Igreja Presbiteriana Nacional Conservadora do México
- Igreja Presbiteriana Associada Reformada do México

### Europa

#### Escócia
Na Escócia, segundo pesquisa realizada em 2014, havia cerca de 1.500.000 de presbiterianos no país, o que corresponde a 47,8% da população.
- Igreja da Escócia
- Igreja Livre da Escócia
- Igreja Unida Livre da Escócia
- Igrejas Presbiterianas Associadas
- Igreja Presbiteriana Reformada da Escócia

#### Espanha
- Igreja Evangélica Presbiteriana da Espanha

#### França
- Igreja Protestante Unida da França

#### Irlanda
Na República da Irlanda, segundo censo realizado em 2011, havia cerca de 24.600 presbiterianos no país, o que corresponde a 0,5% da população.
- Igreja Presbiteriana na Irlanda (PCI)
- Igreja Presbiteriana Livre do Ulster (PCI)
- Igreja Presbiteriana Não Subescrevente da Irlanda (NSCPI)
- Igreja Presbiteriana Reformada da Irlanda (PCI)
- Igreja Presbiteriana Evangélica (Irlanda)

#### País de Gales
No País de Gales, segundo censo realizado em 2011, havia cerca de 24.000 presbiterianos no país, o que corresponde a 0,8% da população.
- Igreja Presbiteriana de Gales (PCW)

#### Portugal
- Igreja Cristã Presbiteriana de Portugal (ICPP)
- Igreja Evangélica Presbiteriana de Portugal (IEPP)

#### Hungria
- Igreja Reformada na Hungria (HRC)

### África

#### África do Sul
Na África do Sul, segundo pesquisa realizada pelo Pew Forum Center, em 2010, havia cerca de 1.100.000 presbiterianos no país, o que corresponde a 2% da população.
- Igreja Presbiteriana Unida da África Austral
- Igreja Reformada Holandesa na África do Sul (NGK)
- Igreja Presbiteriana da África
- Igreja Presbiteriana Evangélica na África do Sul

#### Angola
- Igreja Presbiteriana de Angola

#### Camarões
Nos Camarões, segundo pesquisa realizada pelo Pew Forum Center, em 2010, havia cerca de 2.200.000 presbiterianos no país, o que corresponde a 11% da população.
- Igreja Presbiteriana nos Camarões
- Igreja Presbiteriana Ortodoxa nos Camarões
- Igreja Presbiteriana dos Camarões

#### Gana
Em Gana, segundo pesquisa realizada pelo Pew Forum Center, em 2010, havia cerca de 3.500.000 presbiterianos no país, o que corresponde a 14% da população.
- Igreja Presbiteriana de Gana

#### Guiné-Bissau
- Igreja Presbiteriana da Guiné-Bissau

#### Guiné-Equatorial
- Igreja Presbiteriana Reformada da Guiné Equatorial

#### Costa do Marfim
- Igreja Presbiteriana Evangélica de Costa do Marfim

#### Etiópia
- Igreja Presbiteriana Reformada na Etiópia

#### Libéria
Na Libéria, segundo pesquisa realizada pelo Pew Forum Center, em 2010, havia cerca de 240.000 presbiterianos no país, o que corresponde a 1% da população.
- Igreja Presbiteriana da Libéria

#### Malawi
- Igreja Presbiteriana da África Central
- Igreja Presbiteriana Evangélica do Malawi
- Igreja Presbiteriana Reformada do Malawi

#### Maurício
- Igreja Presbiteriana de Maurício

#### Moçambique
- Igreja Presbiteriana de Moçambique

#### Nigéria
Na Nigéria, segundo pesquisa realizada pelo Pew Forum Center, em 2010, havia cerca de 750.000 presbiterianos no país, o que corresponde a 0,5% da população.
- Igreja Presbiteriana da Nigéria

#### Quênia e Tanzânia
No Quênia, segundo pesquisa realizada pelo Pew Forum Center, em 2010, havia cerca de 2.100.000 presbiterianos no país, o que corresponde a 5% da população.
- Igreja Presbiteriana da África Oriental

#### Ruanda
No Ruanda, segundo pesquisa realizada pelo Pew Forum Center, em 2010, havia cerca de 440.000 presbiterianos no país, o que corresponde a 4% da população.
- Igreja Presbiteriana em Ruanda
- Igreja Presbiteriana Reformada na África (Ruanda)

#### República Democrática do Congo
Na República Democrática do Congo, segundo pesquisa realizada pelo Pew Forum Center, em 2010, havia cerca de 630.000 presbiterianos no país, o que corresponde a 1% da população.

#### Serra Leoa
- Igreja Presbiteriana de Serra Leoa

#### Sudão
- Igreja Presbiteriana do Sudão do Sul e Sudão

#### Uganda
- Igreja Presbiteriana em Uganda
- Igreja Presbiteriana Reformada em Uganda
- Igreja Presbiteriana Reformada na África (Uganda)

#### Togo
- Igreja Evangélica Presbiteriana do Togo

#### Zâmbia
Na Zâmbia, segundo pesquisa realizada pelo Pew Forum Center, em 2010, havia cerca de 2.650.000 presbiterianos no país, o que corresponde a 2% da população.

#### Zimbábue
- Igreja Presbiteriana Livre da Escócia no Zimbábue

### Ásia

#### Bangladesh
- Igreja Presbiteriana de Bangladesh

#### Coreia do Sul
Na Coreia do Sul, segundo censo realizado em 2005, havia cerca de 5.800.000 presbiterianos no país, o que correspondia a 12% da população.
- Igreja Presbiteriana na Coreia (HapDong)
- Igreja Presbiteriana na Coreia (TongHap)
- Igreja Presbiteriana na Coréia (Koshin)
- Igreja Presbiteriana Myung Sung

#### Índia
Na Índia, segundo estimativas da Igreja Unida na Austrália, existiam cerca de 1.300.000 presbiterianos em 2009, o que corresponde a 0,1% da população do país.
- Igreja Presbiteriana da Índia
- Igreja Presbiteriana Reformada da Índia
- Igreja Presbiteriana Reformada no Nordeste da Índia
- Igreja Presbiteriana Livre do Centro da Índia
- Igreja Presbiteriana Livre (Kalimpong)
- Igreja Presbiteriana - Sínodo Mizoram

#### Japão
- Igreja Presbiteriana no Japão
- Igreja Presbiteriana Reformada no Japão
- Igreja Reformada no Japão

#### Malásia
- Igreja Presbiteriana na Malásia

#### Myanmar
- Igreja Presbiteriana Reformada em Myanmar
- Igreja Presbiteriana em Myanmar
- Igreja Evangélica Presbiteriana de Myanmar
- Igreja Presbiteriana Independente em Myanmar

#### Nepal
- Igreja Presbiteriana no Nepal
- Igreja Presbiteriana Livre no Nepal
- Igreja Presbiteriana Evangélica do Nepal
- Igreja Presbiteriana Livre Aashish do Nepal

#### Paquistão
No Paquistão, segundo estimativas da Universidade Presbiteriana Mackenzie, existiam 400.000 presbiterianos em 2010, o que corresponde a 0,2% da população do país.
- Igreja Presbiteriana do Paquistão
- Igreja Presbiteriana Unida do Paquistão
- Igreja Presbiteriana Reformada Associada no Paquistão

#### Filipinas
- Igreja Presbiteriana das Filipinas

#### Singapura
- Igreja Presbiteriana em Singapura

#### Taiwan
Em 2009, segundo dados da Igreja Presbiteriana em Taiwan, havia cerca de 250.000 presbiterianos em Taiwan, o que corresponde a 1% da população do país.
- Igreja Presbiteriana em Taiwan (PCT)
- Igreja Presbiteriana Reformada em Taiwan

#### Timor-Leste
- Igreja Evangélica Presbiteriana de Timor-Leste

#### Vietnã
- Igreja Presbiteriana do Vietnã

### Oceânia

#### Austrália
Na Austrália, segundo censo realizado em 2011, havia cerca de 600.000 presbiterianos no país, o que correspondia a 3% da população.
- Igreja Presbiteriana da Austrália
- Igrejas Reformadas Livres da Austrália
- Igreja Presbiteriana da Austrália Oriental
- Igreja Presbiteriana Westminster da Austrália

#### Nova Zelândia
Na Nova Zelândia, segundo censo realizado em 2013, havia cerca de 330.516 presbiterianos no país, o que correspondia a 8,5% da população.
- Igreja Presbiteriana de Aotearoa Nova Zelândia (PCANZ)

#### Vanuatu
Em Vanuatu, segundo o Relatório Internacional sobre Liberdade Religiosa realizado em 2007 em Vanuatu, havia cerca de 70.500 presbiterianos no país, o que correspondia a 32% da população.
- Igreja Presbiteriana de Vanuatu